# Tarja Lunnas
Tarja Lunnas (Tampere, 11 agosto 1960) è una cantante finlandese.

## Biografia
Tarja Lunnas è salita alla ribalta nel 1989 con la sua partecipazione al festival del tango finlandese Seinäjoen Tangomarkkinat, dove è stata incoronata principessa, classificandosi 2ª dietro ad Arja Koriseva. Ha successivamente lasciato il suo impiego nel campo dell'informatica per dedicarsi a tempo pieno all'attività di cantante, firmando con l'etichetta Bluebird e partecipando, nel 1990, alla selezione del rappresentante finlandese all'Eurovision Song Contest con l'inedito Naurus sun ja katseesi sun, con cui si è classificata 5ª. L'anno successivo è uscito il suo album di debutto, Rakkautes sun. Ha ritentato la selezione eurovisiva finlandese nel 1994, questa volta piazzandosi 4ª con Kuka tykkää suukoista.
Nel 1997 ha partecipato per la prima volta al programma televisivo canoro Syksyn sävel, ma è stata squalificata perché il suo brano Seine non rispettava i criteri necessari. L'album omonimo contenente il pezzo ha però ottenuto successo, diventando il suo primo piazzamento nella classifica finlandese, dove ha raggiunto la 31ª posizione. Nel 1998 l'album Pariisin kuu le ha fruttato il suo primo disco d'oro per le 20 000 copie vendute a livello nazionale. Prenderà nuovamente parte a Syksyn sävel nel 1999 e nel 2000, classificandosi 3ª in entrambe le edizioni, rispettivamente con Lemmenpölyä e Paratiisisaari.
La cantante ha continuato di godere di successo commerciale nel corso degli anni 2000, ottenendo due nuovi dischi d'oro per Onnen tahdoin jakaa e per la raccolta Kaikki parhaat, nonché il suo miglior piazzamento in classifica con l'album del 2002 Oon rakastunut, che ha raggiunto il 19º posto.

## Discografia

### Album
- 1991 – Rakkautes sun
- 1993 – Soita kun tunnet niin
- 1995 – Kuunsiltaa
- 1996 – Oi beibi jää
- 1997 – Seine
- 1998 – Pariisin kuu
- 1999 – Lemmenpölyä
- 1999 – Laulava sydän (con i Vikingarna e Kari Tapio)
- 2002 – Oon rakastunut
- 2004 – Onnen tahdoin jakaa
- 2006 – Tuo yksi ruusu vain
- 2007 – Kaipaus silmissään
- 2009 – On aika mennyt menojaan

### Raccolte
- 1992 – 12 hittiä (con Anna Hanski)
- 1997 – 20 suosituinta
- 2000 – Kaikki parhaat
- 2006 – Kaikki parhaat 2
- 2008 – 40 unohtumatonta laulua
- 2009 – Legendat
- 2013 – 40 unohtumatonta

### Singoli
- 1990 – On se niin haikeaa
- 1990 – Meidän yö/Rakkautes sun
- 1991 – Kuumat huulet/Keskiyön pikajuna
- 1992 – Ilman sua
- 1993 – Soita kun tunnet niin
- 1994 – Tarja Lunnas
- 1996 – Oi beibi jää
- 1996 – Leikitkö vain
- 1997 – Seine
- 1997 – Kesäilta
- 1998 – Tähti kohtalon
- 1998 – Pariisin kuu
- 1998 – Pohjantähti
- 1999 – Vanhan kartanon kehräävä rukki (con i Vikingarna)
- 1999 – Kultakruunu
- 1999 – Baila baila doka zuppa
- 1999 – Lemmenpölyä
- 2000 – Paratiisisaari
- 2001 – Oon rakastunut
- 2001 – Salamoi
- 2003 – Ilta saapuu
- 2003 – Suojatie
- 2004 – Onnen tahdoin jakaa
- 2005 – En katso taaksepäin
- 2005 – Siniset silmät
- 2006 – Mitä, missä ja milloin
- 2006 – Sinut tähtenä siellä nään
- 2007 – Kaipaus silmissään
- 2007 – Onnentyttö
- 2011 – Lasienkeli
- 2012 – Tuulen tie
- 2016 – Tuuliviiri
- 2017 – Läpi kyynelten (con T.T. Purontaka)
- 2021 – Soljut kuin viini